# Fouday
Fouday település Franciaországban, Bas-Rhin megyében. Lakosainak száma 345 fő (2022. január 1.). Fouday Blancherupt, Plaine, Saint-Blaise-la-Roche, Solbach és Waldersbach községekkel határos.

## Népesség
A település népességének változása:
| Lakosok száma | 352  | 353  | 349  | 341  | 335  | 337  | 342  | 358  | 345  |
|               | 2013 | 2015 | 2016 | 2017 | 2018 | 2019 | 2020 | 2021 | 2022 |